# Алберто Креспо
Алберто Креспо (на испански: Alberto Crespo) е бивш аржентински пилот от Формула 1. Роден е на 16 януари 1920 година в Буенос Айрес, Аржентина.

## Формула 1
Алберто Креспо дебютира във Формула 1 през 1952 г. в Голямата награда на Италия, в световния шампионат на Формула 1 записва 1 участия като не успява да спечели точки. Състезава се с частен Мазерати.